# Club Voleibol Nuestra Señora de la Luz 2014-2015
Questa voce raccoglie le informazioni riguardanti il Club Voleibol Nuestra Señora de la Luz nelle competizioni ufficiali della stagione 2014-2015.

## Organigramma societario
Area direttiva
- Presidente: José Fragoso

Area tecnica
- Allenatore: Adolfo Gómez
- Allenatore in seconda: Carmen Fernández

## Rosa
| N° | Nome                | Ruolo | Data di nascita   | Nazionalità sportiva |
| -- | ------------------- | ----- | ----------------- | -------------------- |
| 1  | Beatrix Meléndez    | P     | 27 agosto 1986    | Ungheria             |
| 3  | Blanca Izquierdo    | P     | 18 maggio 1993    | Spagna               |
| 4  | Carmen Muñoz        | S     | 16 luglio 1990    | Spagna               |
| 6  | Carmen Castaño      | S     | 17 aprile 1981    | Spagna               |
| 7  | Yohana Rodríguez    | S     | 19 gennaio 1988   | Spagna               |
| 8  | Gala Clemente       | S     | 11 aprile 1988    | Spagna               |
| 9  | Beatriz Gómez       | L     | 1º maggio 1989    | Spagna               |
| 11 | Maria Ángeles Moren | C     | 11 giugno 1994    | Spagna               |
| 12 | Alba Pizarro        | S/O   | 3 aprile 1991     | Spagna               |
| 13 | Juliana da Silva    | C     | 18 maggio 1984    | Brasile              |
| 17 | Wanda Banguero      | S     | 28 settembre 1992 | Colombia             |
| 18 | Helen da Silva      | C     | 22 gennaio 1982   | Brasile              |